# 1974 en Tunisie
Chronologie de la Tunisie
- 1970
- 1971
- 1972
- 1973
- 1974
- 1975
- 1976
- 1977
- 1978

Cet article présente les faits marquants de l'année 1974 en Tunisie ou relatifs à la Tunisie.

## Événements
- 12 janvier : Habib Bourguiba et Mouammar Kadhafi décident la fusion de leurs deux pays ; cette union n'est pas mise en œuvre en raison des réticences internes et externes.
- août : un deuxième procès du mouvement Perspectives, appelé aussi procès d' El Amal Ettounsi (du nom du journal clandestin édité par le mouvement), a lieu après la saisie de 600 exemplaires du journal transportés par un ressortissant belge à l'aéroport de Tunis ; Francis Laveaux et quatre autres militants y sont condamnés à des peines allant de un à trois ans de prison, les militants arrêtés en majorité en 1973 étant jugés le 5 août devant la Cour de sûreté de l'État ; 205 militants du mouvement sont jugés en compagnie de 17 militants du Groupement marxiste-léniniste tunisien (GMLT)[1] ; 81 condamnations sont prononcées par contumace à des peines de prison ferme allant de deux à douze ans, quarante condamnations à des peines de prison ferme de un à dix ans et 54 condamnations à des peines de prison avec sursis allant de un à dix ans[2].
- 3 novembre : 
  - l'élection présidentielle, la quatrième du genre à se tenir en Tunisie, permet à Habib Bourguiba, président depuis la proclamation de la République le 25 juillet 1957, d'être le seul candidat à cette élection et d'être élu avec 100 % des voix, au nom du Parti socialiste destourien.
  - les élections législatives, les cinquièmes à se tenir en Tunisie, voient les listes présentées par le pouvoir obtenir la totalité des sièges.

## Sports
- Championnats d'Afrique de natation 1974
- Championnat d'Afrique féminin de basket-ball 1974
- Championnats de Tunisie d'athlétisme 1974

### Football
- Coupe du Maghreb des vainqueurs de coupe 1973-1974
- Équipe de Tunisie de football en 1974
- Championnat de Tunisie de football 1973-1974
- Championnat de Tunisie de football 1974-1975
- Coupe de Tunisie de football 1973-1974
- Coupe de Tunisie de football 1974-1975

### Handball
- Championnat d'Afrique des nations féminin de handball 1974
- Championnat d'Afrique des nations masculin de handball 1974
- Championnat de Tunisie masculin de handball 1973-1974
- Championnat de Tunisie masculin de handball 1974-1975

### Volley-ball
- Équipe de Tunisie de volley-ball en 1974
- Championnat de Tunisie masculin de volley-ball 1973-1974
- Championnat de Tunisie masculin de volley-ball 1974-1975

## Culture
- Les Deux Souris blanches, court métrage d'animation tunisien réalisé par Zouhaier Mahjoub en 1974.
- Sejnane, film tunisien réalisé en 1973 par Abdellatif Ben Ammar. Il obtient le Tanit d'argent du meilleur film aux Journées cinématographiques de Carthage en 1974.
- Un homme qui dort, film franco-tunisien réalisé par Bernard Queysanne et sorti en 1974 ; il s'agit d'une adaptation du roman du même titre de Georges Perec.

## Naissances en 1974
- Naissance en Tunisie en 1974

## Décès en 1974
- Décès en Tunisie en 1974